# Livets Ord
För andra betydelser, se Livets Ord (olika betydelser).

Livets Ord är en svensk evangelisk-karismatisk frikyrkoförsamling baserad i Uppsala, grundad 1983 av Ulf Ekman och hans hustru Birgitta Ekman. Rörelsen leddes av grundaren Ulf Ekman från starten 1983 och fram till 2013, där han en tid senare (mars 2014) offentliggjorde att han och hans fru Birgitta Ekman valt att lämna Livets Ord för att konvertera till katolska kyrkan.
Församlingen, vars verksamhet är organiserad i form av en stiftelse, är med sina omkring 1 700 medlemmar (2023) den mest tongivande aktören i samarbetsorganisationen Trosrörelsen i Sverige och tidigare den näst största frikyrkoförsamlingen i Sverige. Dotterförsamlingar finns i Jönköping (2000) - sedermera  House of Life - och Göteborg (2001) - sedermera Whole Heart Church. Word of Life Centres, som den engelska beteckningen lyder, finns dessutom representerad med 900 församlingar (2023) i flera andra länder.

## Teologi

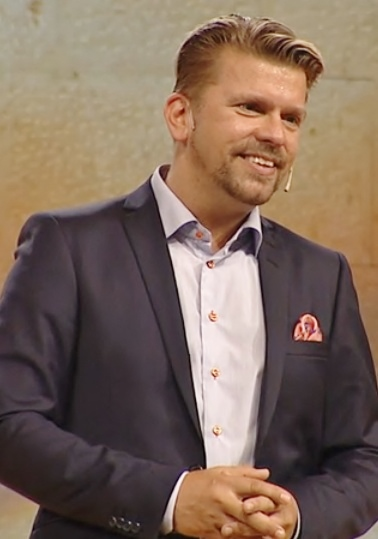
Joakim Lundqvist, förstepastor 2013-2021

Trosrörelsen är en kyrkoriktning av fristående församlingar som kännetecknas av karismatik, det vill säga betoning av den heliga Andens uppfyllelse, tungotal, profeterande och helande. Dessutom karaktäriseras rörelsen av bejakande av apostoliskt ledarskap, lovsång, evangelikal eller bibeltrogen (konservativ) bibelsyn, en baptistisk dopsyn samt betoning av personlig omvändelse och tro på Jesus. Man menar att alla människor kan sätta sin tro till Jesu ställföreträdande död och uppståndelse och att frälsningen då blir verklig och upplevd. Trosrörelsen tror även på under och helande och att den troende kan lägga händerna på de sjuka i Jesu namn och se dem bli friska, och att ta emot i tro de löften som finns i Bibeln.
Enligt Nationalencyklopedin företräder Livets Ord framgångsteologin — det vill säga betoning av välsignelse, välgång och välmående — ett begrepp som samfundet dock inte använder. Även om det hävdats att trosrörelsen betraktar sjukdom och död som en konsekvens av individens synd eller brist på tro, menar Ulf Ekman att detta är ett missförstånd. Det handlar istället om Adams syndafall som den djupaste orsaken till att sjukdom och död kommit in i världen.
Rörelsen har förknippats med men tar i dag avstånd från JDS-läran, det vill säga läran att Jesus dog andligen på korset..

## Historik

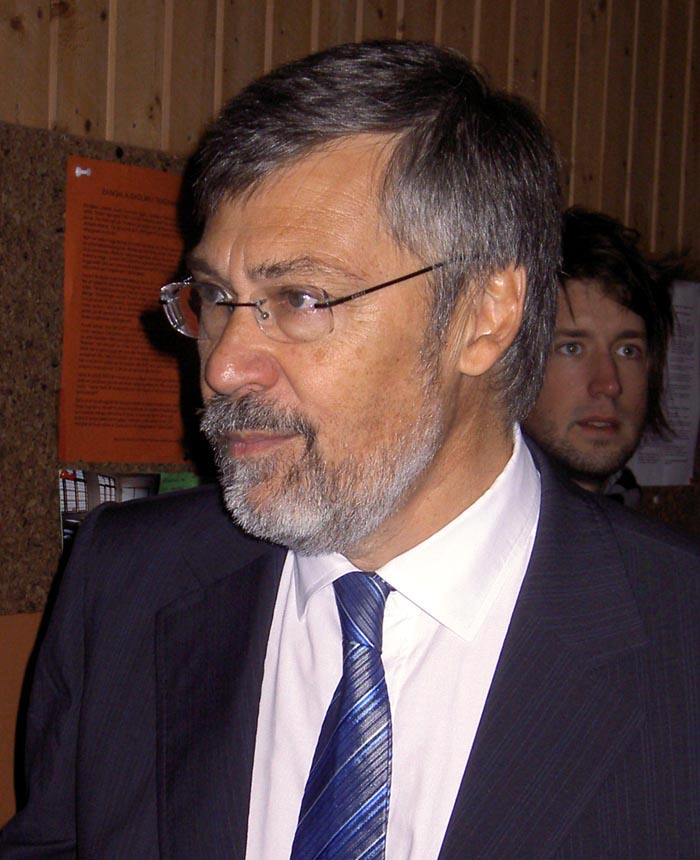
Ulf Ekman, församlingens grundare och förstepastor 1983–2013

- 1983: Församlingen Livets Ord grundades den 24 maj 1983 av makarna Ulf Ekman och Birgitta Ekman och hade vid bildandet ett tjugotal medlemmar. Den 8 september samma år startade man bibelskolan Livets Ords Bibelcenter med omkring 200 elever.[9][10]
- 1985: Livets Ord startade en grundskola – Livets Ords Kristna Skola (LOKS) – som 1987 godkändes av Skolöverstyrelsen.[9][11]
- 1987: Livets Ords nya huvudbyggnad på Axel Johanssons gata i Uppsala invigdes. Byggnaden har kostat 40 miljoner kr att uppföra.[9]
- 1988: De första missionärerna skickades ut till Östeuropa och staterna inom det forna Sovjetunionen.[9]
- 1989: Tidningen Magazinet började ges ut. (Utgivningen upphörde 2001.)[9]
- 1990: Livets Ords Kristna Gymnasium (LOKG) startade.[11]
- 1993: Livets Ord grundade organisationen Operation Jabotinsky för att bistå judar från tidigare Sovjetunionen att emigrera till Israel.[12]
- 1994: Livets Ords University – sedermera Livets Ords Teologiska Seminarium – startade med tjugo elever. Seminariet fungerade som filial till Oral Roberts University i Tulsa, USA.[11]
- 1995: Man inledde TV-sändningar från Livets Ord i Uppsala över Europa.[9]
- 1998: Livets Ord registrerades i Ryssland som en pingstunion. Samma år startade Birgitta Ekman barnfonden IndianChildren som en del av Livets Ords verksamhet i Indien.[9][11]
- 2001: Livets-Ord-församlingen i Göteborg bildades.[9][13] Tidningen Världen i dag började ges ut tre dagar i veckan.[9]
- 2013: Under gudstjänsten på Livets Ord den 3 mars 2013 berättade församlingens grundare och pastor sedan 30 år Ulf Ekman att han går i pension i maj och efterträds som förstepastor av Joakim Lundqvist.[14]
- 2015 I samband med den stora flyktingvågen hösten 2015 startar Livets Ord språkcafé för nyanlända och en bibelskola för tidigare muslimer.
- 2021: Joakim Lundqvist efterträds av Jan Blom som förestepastor
- 2025: David Ekerbring, född 1979, tar över som förstepastor från att varit pastor i församlingen Agape i Norrköping,

## Verksamhet
Stiftelsen Livets ord har till syfte att bedriva kristen bibelundervisningsverksamhet. I Livets Ords verksamhet i Uppsala ingår svenska och internationella pastors- och ledarskapsutbildningar, bibelskola, seminarier och tidskrifter som influerar ett stort antal karismatiskt inriktade kristna, även inom andra samfund än Trosrörelsen i Sverige. Vidare innefattar verksamheten TV-sändningar, missionsarbete och humanitärt bistånd. 

### Missionsverksamhet
Församlingen driver en omfattande mission med inriktning på Ryska federationen och andra östeuropeiska länder samt Centralasien: Ryssland, Ukraina, Armenien, Azerbajdzjan, Tadzjikistan, Afghanistan och några ej namngivna centralasiatiska stater. Missionsverksamheten har vidgats till att också omfatta Mellanöstern, Indien, Brasilien, Kina och Vietnam. Livets Ord har också kontor i Norge. Verksamhetsåret 2010–2011 omfattade Livets Ord nio regionala centra runt om i världen, de största i Ryssland, Ukraina och Armenien; enligt verksamhetsrapporten hade Livets Ord då lagt ner över 500 miljoner genom åren på internationell missionering. Engagemanget för Israel är uttalat starkt.
Förlagsverksamheten (Livets Ords Förlag) omfattar utgivning av böcker och inspelningar i olika format. Förlaget ger även ut den teologiska tidskriften Teologi och Ledarskap (tidigare Keryx/Radyx) samt gratistidningen MissionsMagazinet. Livets Ords TV-avdelning sprider församlingens budskap internationellt via tv, cd, dvd och sociala medier.
Livets Ord anordnar flera gånger per år större konferenser, bland dem den TV-sända Europakonferensen med omkring 10 000–12 000 deltagare från hela världen.

### Församlingsverksamhet
Utöver firandet av gudstjänster och arrangerande av bönegrupper driver Livets Ord i Uppsala under ledning av förstepastorn Joakim Lundqvist, Jan Blom och övriga assisterande pastorer en omfattande barn- och ungdomsverksamhet. Församlingen driver lokalt en social verksamhet till stöd för hemlösa genom soppkök och veckovisa utdelningar av mat och kläder. Som en del av det sociala engagemanget ingår i församlingens verksamhet att hjälpa personer med sjukdom eller svår bakgrund att komma tillbaka till arbetslivet genom att i församlingens regi tillhandahålla hushållsnära tjänster.

### Utbildningsverksamhet
Livets Ord är som stiftelse huvudman för följande utbildningar:
- Ansgarsskolorna (tidigare Livets Ords Kristna Skolor (LOKS)), samlingsnamn för flera fristående skolverksamheter inom förskola, grundskola, särskola och gymnasium.
- Majgården (förskola)
- Ekbacken (förskola)
- Löfteslandet (förskola)
- Källskolan (grundskola F-3)
- Trädgårdsskolan (grundskola 4-6)
- Kyrkskolan (grundskola 7-9)
- Fridhemsskolan (grundskola F-6)
- Emanuelskolan (grundsärskola 1-9)
- Ansgargymnasiet. Studierna inbegriper på alla linjer en 100 poängs-kurs i religionsspecialisering där specialiseringen innebär en fördjupad undervisning om kristendomen[19].
- Emanuelgymnasiet (särgymnasium)
- Livets Ords Bibelcenter (i Sverige 132 elever från 22 länder och 63 elever från sexton länder läsåret 2010–2011)[11] Liknande bibelskolor, avknoppningar av Livets Ords Bibelcenter, finns i bland annat Moskva (Ryska federationen), Brno (Tjeckien) och Tirana (Albanien).[13]
- Livets ord university, senare Livets ords teologiska seminarium (Livets ord theological seminary) (LOTS) (590 studenter läsåret 2010–2011)[11] som lades ner år 2014. Skandinavisk teologisk högskola grundades 2014 av tidigare anställda på LOTS men drivs fristående från Livets Ord.

## Ekumenik
Motsättningarna mellan Livets Ord och övriga samfund i Sverige var omfattande under 1980- och 1990-talen, men alltsedan 2000-talet har flera ekumeniska relationer upprättats. Sedan 2006 är stiftelsen Livets Ord medlem av Uppsala Kristna Råd.

## Kritik
Enligt Nationalencyklopedin på nätet, som enligt den tryckta utgåvan baserar sina uppgifter på missionspastorn Fred Nilssons bok Parakyrkligt (1988), har Livets Ord ”kritiserats för extrema evangelisationsformer (i den tryckta utgåvan av uppslagsverket används här i stället uttrycket ”amerikaniserade evangelisationsformer”), auktoritär styrning och obarmhärtig syn på sjukdom och fattigdom”. Enligt en annan studie från rörelsens tidiga år, tryckt 1991 och baserad på intervjuer med 43 före detta elever vid Livets Ords Bibelskola, skulle flera av dem ha uppvisat psykiska symtom efter att ha slutat skolan. Urvalet och slutsatserna kritiserades av Robert Ekh i en replik i samma tidskrift.
Två före detta medlemmar har i bokform (1988 respektive 2010) gett sin personliga bild av rörelsen. Kritiken gäller bland annat den auktoritära toppstyrningen och den tankekontroll som man anser att detta medför genom att ifrågasättande samtal inte tillåts, samt en teologisk lära som gör så personen lägger all skuld på sig själv. 2015 gav Johan Heltne ut "Det finns ingenting att vara rädd för", en roman som delvis baserar sig på hans uppväxt på Livets Ords Kristna Skola. Boken sattes upp som pjäs på Uppsala Stadsteater med dramatisering och regi av Sara Giese. 2022 utkom hans tredje bok "Sympati för djävulen", en självbiografisk bok som delvis utspelar sig under uppväxten på Livets Ord. Thomas Arnroth, tidigare anställd på Livets Ord, har gett ut två serieböcker i serien "Livets ord: Mina tio orimliga år som frälst". "Livets Ord, kyrkan och demonerna" är en P3 dokumentär med bland annat Thomas Arnroth och Niclaz Erlingmark. "Barnen i guds armé" är en P1 dokumentär från 2022 av Mikaela Arnroth och Tove Lindell om uppväxten på Livets Ord. Karin Fahlström delar sin uppväxt i fyra avsnitt i Sektpodden. Taliah Pollak berättar om sin uppväxt på Livets Ord i dokumentärpodden Jag var där. Karin Fahlström och Maria Backman driver podcasten "De kallar oss avfälliga", som handlar om deras uppväxt på Livets Ord, dekonstruktion av tron samt religionstrauma.
I samband med att grundarna, paret Ulf och Birgitta Ekman, offentliggjorde att de valt att lämna Livets Ord för att upptas i katolska kyrkan 2014 bad Ulf om ursäkt för lidande som förorsakats av rörelsen, och tidningen Dagen skrev: "[H]ursomhelst går deras tidigare starke ledare i väg åt ett annat håll, i en riktning som han tidigare varnat för. Det är högst troligt att det kommer leda till såväl huvudbry som kris för somliga och det blir en rejäl utmaning för Lundqvist och övriga ledningen att hantera." Några år senare framförde pastor Joakim Lundqvist en offentlig ursäkt till dem som farit illa av församlingen genom åren.
24 maj 2023 instiftades Religionstraumadagen i Sverige, i syfte att uppmärksamma trauman som uppstått till följd av en uppväxt och/eller lämnande av ett religiöst sammanhang. Datumet sammanföll symboliskt med 40-års firandet av Livets Ord. Ett upprop underskrivet av 89 personer från olika samfund (varav över 20 personer med uppväxt inom Livets Ord) publicerades på Aftonbladet debatt.

## Huvudpastorer sedan starten
- 1983-2002, 2005-2013 Ulf Ekman
- 2002-2005 Robert Ekh
- 2013-2021 Joakim Lundqvist
- 2021-2024 Jan Blom
- 2025- David Ekerbring[38]